# 中木ダム
中木ダム（なかぎダム）は、群馬県安中市、利根川水系中木川に建設されたダム。高さ41メートルの重力式コンクリートダムで、安中市営水道用ダムである。ダム湖（人造湖）の名は妙義湖（みょうぎこ）という。妙義荒船佐久高原国定公園。

## 歴史
中木ダムは、1951年（昭和26年）に着工し、1959年（昭和34年）に完成した。当初はかんがいを主に、副次的に砂防を目的とする群馬県営ダムとして建設されたが、コメの生産調整や、昭和初期の生糸価格暴落によって一時は衰退した養蚕業の再興を背景に、その需要見通しを下方修正せざるを得なくなった。そこで、群馬県は1979年（昭和54年）4月、中木ダムを碓氷上水道企業団（現・安中市上下水道部）に譲渡し、上水道用ダムに転身させた。中木ダムの水は久保井戸浄水場に送水され、地域に配水されている。
同企業団は1954年（昭和29年）12月に碓氷郡松井田町・安中町の2町（ともに現・安中市）が設立許可申請を群馬県知事に提出したことから始まる。当初は砂防堰堤として建設されていた坂本ダム（碓氷湖）を水源とするべく改修を働きかけたのも同企業団である。

## 周辺
上信越自動車道・松井田妙義インターチェンジ出入口の交差点を右折し、次の五料交差点を左折。国道18号を長野県方面に向かう。そこですぐに左折すると、中木ダムの直下に至る。中木ダムは上毛三山のひとつ、妙義山の北麓にあり、裏妙義と呼ばれている当地一帯は妙義荒船佐久高原国定公園に指定されている。妙義山から名をとったダム湖・妙義湖には低水温の渓流水が流入しており、湖沼型は貧栄養湖の様相を示す。コイやヘラブナ、ワカサギ、ハヤそして密かに放流されたと思われるブラックバスが生息し、湖畔には釣り場や貸しボート乗り場が整備されている。冬でも湖面は結氷せず、毎年カモやオシドリといった水鳥およそ500羽が当地で越冬する。ダム湖の上流には国民宿舎裏妙義がある。

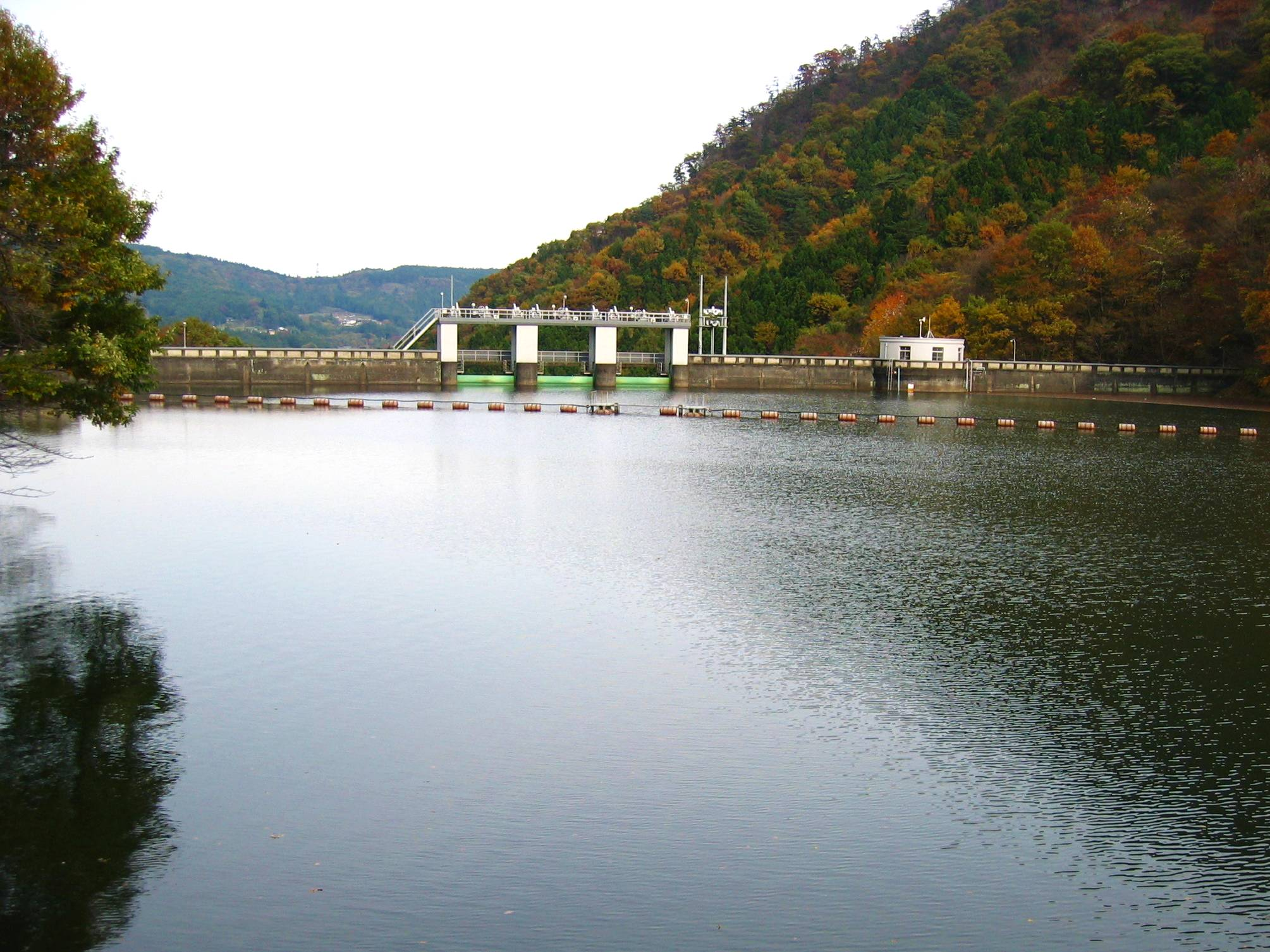
妙義湖
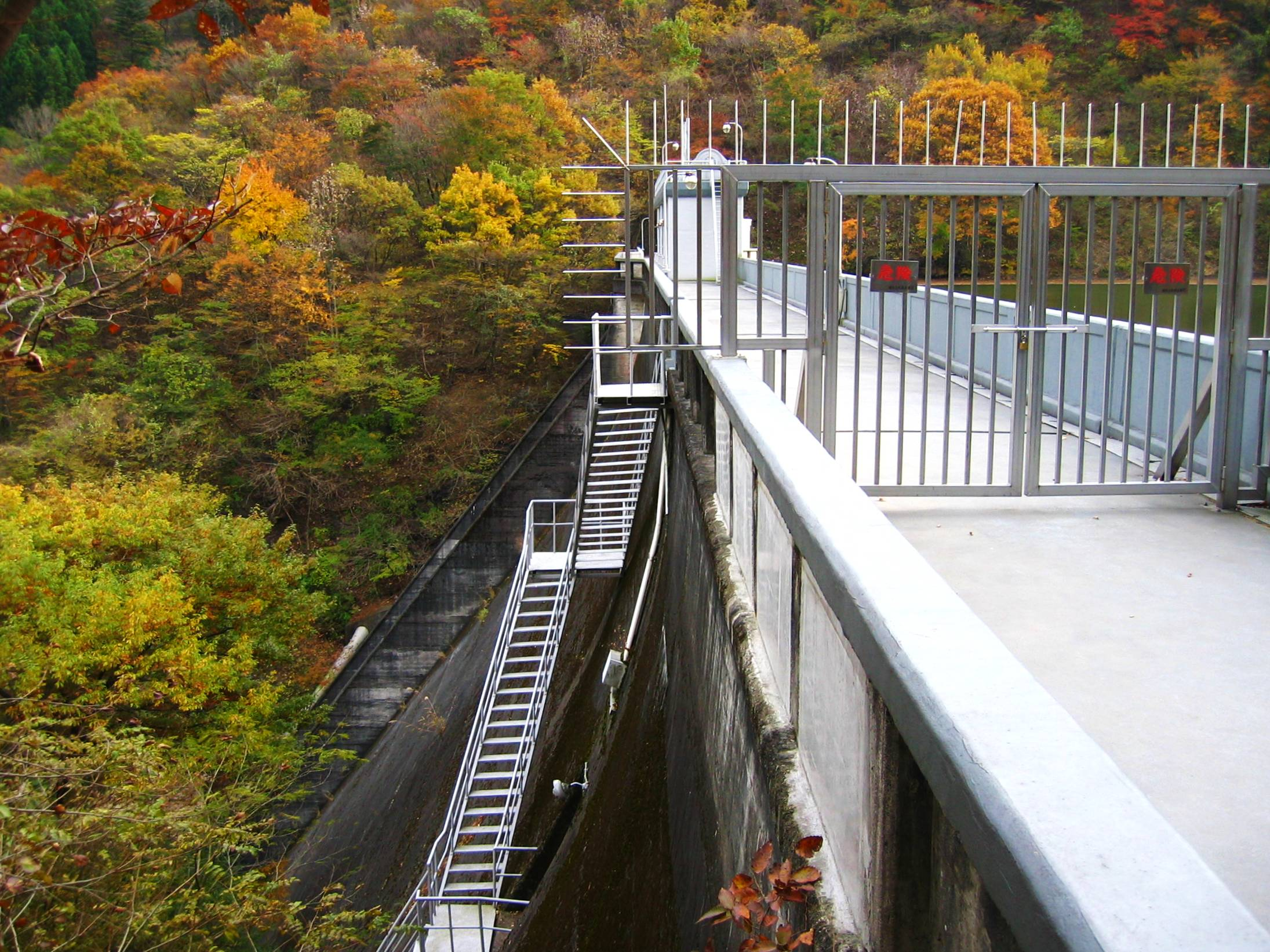
ダム天端への一般の立入は制限されている

## 中木ダムに関する作品
- 『哀愁の妙義湖』 - 演歌。唄: 三島敏夫、作詞: 大沢昭男・茂木徳太郎、作曲: 中島慎二。